# Alexandr Nigmatulin
Alexandr Nigmatulin (* 15. července 1987 Šymkent) je bývalý kazachstánský reprezentant ve sportovním lezení. Vicemistr světa a mistr Asie v lezení na rychlost.

## Výkony a ocenění

### Závodní výsledky
| Mistrovství světa | Mistrovství světa |
| Rok               | 2009              |
| ----------------- | ----------------- |
| Obtížnost         | 2                 |

| Mistrovství Asie | Mistrovství Asie | Mistrovství Asie |
| Rok              | 2009             | 2010             |
| ---------------- | ---------------- | ---------------- |
| Obtížnost        | 1                | 1                |